# Падунский район (Кемеровская область)
Падунский район (во многих источниках — Подунский район) — административно-территориальная единица в составе Кемеровской области РСФСР, существовавшая в 1946—1953 годах. Центр — станция Падунская.
Падунский район образован в составе Кемеровской области 22 февраля 1946 года. В его состав из упразднённого Титовского района были переданы Абышевский, Березовский, Васьковский, Вагановский, Журавлевский, Пьяновский, Прогресский, Тарасовский, Титовский и Тыхтинский с/с.
15 июля 1953 года Падунский район был упразднён, а его территория в полном составе была передана в Промышленновский район.